# Carritz
Carritz ist eine Insel im Fluss Havel. Sie liegt zwischen dem Hauptarm des Flusses und dem Nebenarm Altarm Carritz. Nördlich gegenüber liegt das Dorf Döberitz.